# Радуга (политическая коалиция)
«Левые — Радуга» (итал. La Sinistra — L'Arcobaleno) — политическая федерация итальянских левых политических партий, учрежденная 8—9 декабря 2007 года и распавшаяся в мае 2008 года.
Федерация включала в себя четыре политические партии: Партия коммунистического возрождения (ПКВ), Партия итальянских коммунистов (ПИК), Федерация зелёных (ФЗ) и Демократические левые (ДЛ). Фаусто Бертинотти, президент Палаты депутатов и многолетний лидер ПКВ, объявил, что хотел бы видеть лидером коалиции Ники Вендолу.
Между членами коалиции изначально существовали трения по ряду вопросов. Например, о поддержке кабинета Романо Проди. Кроме того, ФЗ считала, что в названии должно присутствовать слово «экологическая», а ПКВ — что в символ коалиции должны быть включены серп и молот.
После провального результата (3,1%) на выборах Партия итальянских коммунистов и Партия коммунистического возрождения покинули коалицию, чтобы отмежеваться от социал-демократических сил, и создали в 2009 году Антикапиталистический и коммунистический список, преобразованный впоследствии в Федерацию левых (2009-2015). Зелёные и Демократические левые объединились с несколькими другими левосоциалистическими группами в электоральный альянс, а затем единую партию Левые Экология Свобода.